# 潘塔丁
潘塔丁(Pentadin)是一种甜味蛋白质，化学式为：C276H410O89N76S8，于1989年从生长在非洲热带地区的藤本植物oubli（学名：Pentadiplandra brazzeana Baillon）果实中首次发现并分离。 这种植物的浆果由红色外果皮包裹种子与果肉组成，其中含有可提取用于生产代糖的甜味蛋白。

## 发现历史
潘塔丁（1989年发现）与brazzein（1994年发现）是通过不同方法从同一种非洲植物果实中分离出的甜味蛋白命名。后续研究指出两者实为同一物质，尽管Pentadin命名更早，但经过更全面表征的"brazzein"成为更常用的名称。

## 特性描述

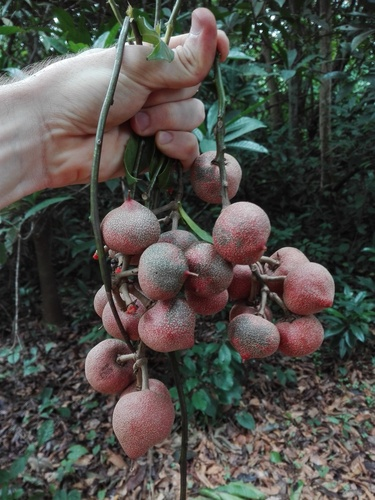
西非热带地区发现的Pentadiplandra brazzeana植物

热带地区原住民长期利用甜味蛋白作为天然甜味剂。 Pentadin/brazzein的甜度约为蔗糖的500倍（重量比），其甜味强度介于monellin和thaumatin之间。

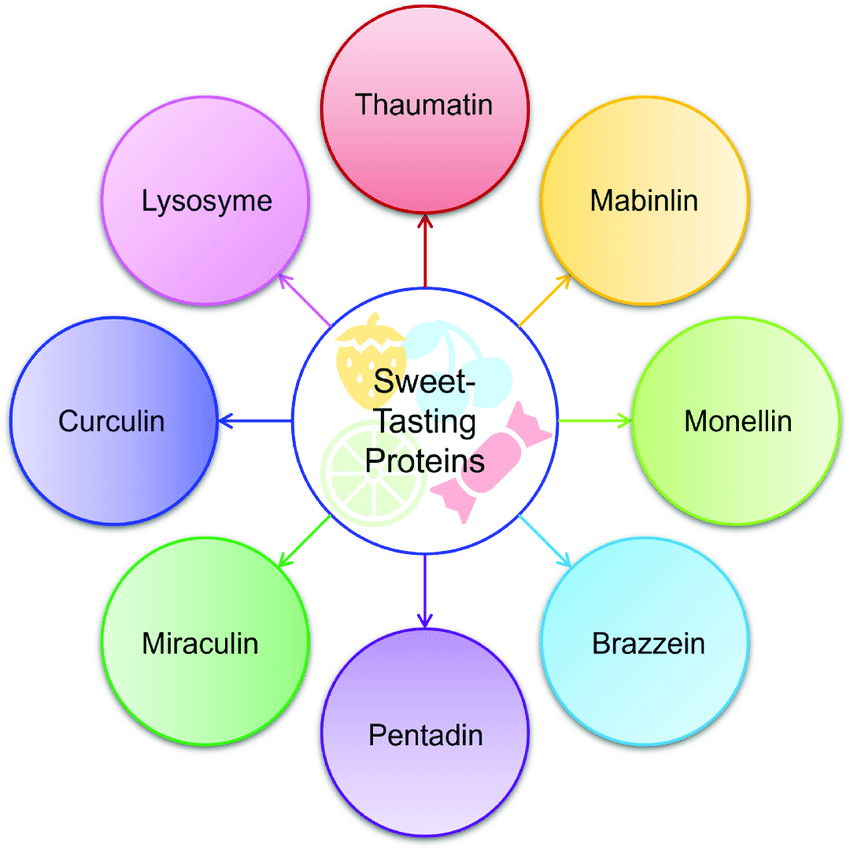
不同来源甜味蛋白结构示意图

目前已发现五种植物源甜味蛋白——thaumatin、monellin、mabinlin、brazzein/pentadin和curculin，它们虽均源自热带植物，但分子长度、序列同源性和结构特征均无相似性。通过DALI算法比对三维结构，仅能在monellin、thaumatin和brazzein之间发现微弱关联。

## 应用前景
这些甜味蛋白有望用于开发低热量甜味剂替代传统糖类。